# Звенигород
Звени́город — город (с 1781) в Московской области России. Население — 37 271 чел. (2024).
Входит в Одинцовский городской округ. Бывший город областного подчинения, который до января—февраля 2019 года образовывал одноимённое муниципальное образование городской округ Звенигород как единственный населённый пункт в его составе.
Носит почётное звание «Населённый пункт воинской доблести».

## География
Город расположен на берегах Москвы-реки, в 30 км к западу от Москвы, на Клинско-Дмитровской гряде Смоленско-Московской возвышенности.
В настоящее время Звенигород и его окрестности стали популярным курортно-пансионатным регионом среднерусской полосы.
По территории города протекает река Москва и её притоки. Также в Звенигороде расположен природный заказник «Долина реки Сторожки». Живописные окрестности Звенигорода получили прозвище «Русской Швейцарии».

## История

### Звенигородское княжество
Звенигород (в древности иногда: Звенигород-Московский) — один из старейших городов Подмосковья. Археологические данные говорят о наличии укреплённого поселения на месте Звенигородского городка во второй половине XII — начале XIII века. В ряде исследований утверждается, что Звенигород был основан в 1152 году Юрием Долгоруким. Согласно Б. А. Рыбакову, Звенигород XII века был северо-восточным форпостом Черниговского княжества.
Первое упоминание Звенигорода относится к духовной грамоте московского князя Ивана Даниловича Калиты в 1339 году: «А се даю сыну своему Ивану Звенигород», а в летописи первые сведения о Звенигороде появились под 1382 годом.
Так город стал центром Звенигородского удельного княжества (существовало в 1339—1492 гг.) Ивана Ивановича, сына Калиты. Однако первые звенигородские князья жили в Москве, а в пределах княжества они возводили опорные пункты, держали дружину и сборщиков дани.
Центром городского поселения XIV века стал кремль на западной окраине нынешнего города. Звенигородцы издавна называют это место Городком.

По завещанию Дмитрия Донского (1389 г.), Звенигородское удельное княжество досталось его второму сыну Юрию Дмитриевичу, который превратил Звенигород в подлинную столицу своих владений и жил здесь почти постоянно до 1425. В годы правления Юрия Дмитриевича город пережил пору расцвета. Вокруг кремля была создана система земляных валов, по гребню которых шла высокая деревянная стена с башнями; остатки валов сохранились и поныне. В 1398 году недалеко от города на горе Сторожи преподобным Саввой был основан Саввино-Сторожевский монастырь. Около 1399 в центре Городка возвели белокаменный Успенский собор, в 1405 — белокаменный Рождественский собор в монастыре. Письменные источники XV—XVI веков говорят о торговле и таможенниках в городе. Город развивался, несмотря на разорение его татарами в 1382 и 1408 (В 1382 году сожжён татарами Тохтамыша, а в 1408 году город сожгли ногайцы Едигея). 

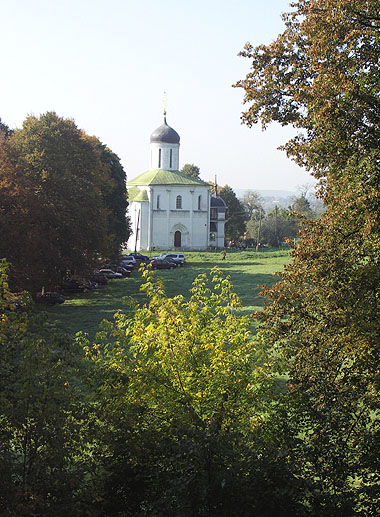
Соборный храм столицы Юрия Дмитриевича (около 1399 года)

После смерти Юрия в Москве в 1434 году Звенигород получил его старший сын Василий Косой, а после смерти последнего бездетным в 1448 году — боровско-серпуховской князь Василий Ярославич. В 1449—1454 годах в Звенигороде проживали служилый царевич Касим Мухаммедович и подчинённая ему станица казаков-черкас (мусульман, приведённых Касимом с Кавказских гор и с берегов Цемесской бухты).
Позднее Звенигород был уделом сына Василия Тёмного Андрея Большого по прозвищу «Горяй», затем сына Ивана III Юрия Ивановича и, наконец, при Иване Грозном недолгое время входил в удел Владимира Андреевича Старицкого; после убийства последнего в 1568 году, Иван Грозный пожаловал Звенигород татарскому царевичу Муртазе-Али. Впрочем, Звенигород и раньше спорадически жаловался служилым татарским царевичам и князьям:
- Касим (1446—1452)
- Абдул-Латиф (1492—1497)
- Дервиш-Али (1552—1554)
- Симеон Касаевич царь Казанский (Ядыгар-Мухаммед) (1554—1565)
- Муртаза-Али (Михаил Кайбулин) (1569—1575).

В XVI веке обе крепости Звенигорода — и кремль, и монастырь — постепенно теряют военно-политическую значимость для страны вследствие удаления её рубежей на юг и на запад.

### Смутное время
В апреле 1605 года Лжедмитрий I по пути в Московский Кремль сжёг и разорил звенигородский посад. Один из документов тех лет гласит о бедствии: «Монастырские деревни они разорили, монастырские казённые деньги и лошадей и всякие монастырские запасы и хлеб забрали, и игумена Исайю с братиею ограбили и огнём жгли».
Два года спустя, в 1607 году, самозванец Лжедмитрий II также пробирался к столице вдоль Москвы-реки. И вновь на пути интервентов оказался Звенигород. На этот раз город грабили более жестоко. Здесь же Лжедмитрий II принял посла от В. И. Шуйского, стоявшего во главе Русского государства.
В 1618 году город занял польский королевич Владислав.

### Восстановление
XVII век для России был временем зарождения крупной промышленности. В 1630—1640-е годы боярин Борис Морозов, воспитатель юного царя Алексея Михайловича, строит в Звенигороде несколько железоделательных заводов. После смерти Морозова в 1661 году его поташные заводы частично отошли к дворцу. Уже в конце 1690-х годов заводы встали, и впоследствии были закрыты. В документе 1701 года говорится: «Звенигородские заводы, что держал гость Владимир Воронин, стали, и железа на них не делают».
В 1650 году было повелено сделать «каменный город около всего строения», а 4 года спустя Звенигород был объявлен крепостью. В 1654 году горожан в Звенигороде значилось около 230 душ/дворов (в Рузе — вдвое меньше, в Кашире — на 70 человек больше).
Царь Алексей Михайлович избрал в 1660-е годы Саввино-Сторожевский монастырь своим «собственным государевым богомольем». В ту пору основное население Звенигорода жило на посадах. Нижний Посад или Вознесенская слобода протянулась вдоль Большой московской дороги. При Алексее Михайловиче вокруг древнего Рождественского собора был возведён ныне сохранившийся архитектурный ансамбль Саввина монастыря, включающий в себя Троицкую церковь, Трапезную палату, Звонницу, Царский Дворец, Царицыны палаты, Братские корпуса, стены и башни.
По переписи 1678 года, проведённой при Фёдоре III, здесь было 28 дворов с 135 жителями. Верхний Посад или Рождественская слобода насчитывали дворов 26 и сотню с небольшим жителей.
При царевне Софье в 1693 в ансамбле монастыря появилась Преображенская церковь.[уточнить]
В 1708 году по указу Петра I была образована Московская губерния. В 1712 году она была разделена на несколько обер-комендантских провинций, в том числе Звенигородскую. Тем не менее уже в 1719 году губерния разделена на 9 провинций. Звенигород с прилегающими землями вошёл в Московскую, как дистрикт. Однако в 1726—1727 гг. дистрикты ликвидировали. Провинции подчинили губернаторам, что усилило централизацию местного управленческого аппарата.

### Уездный город

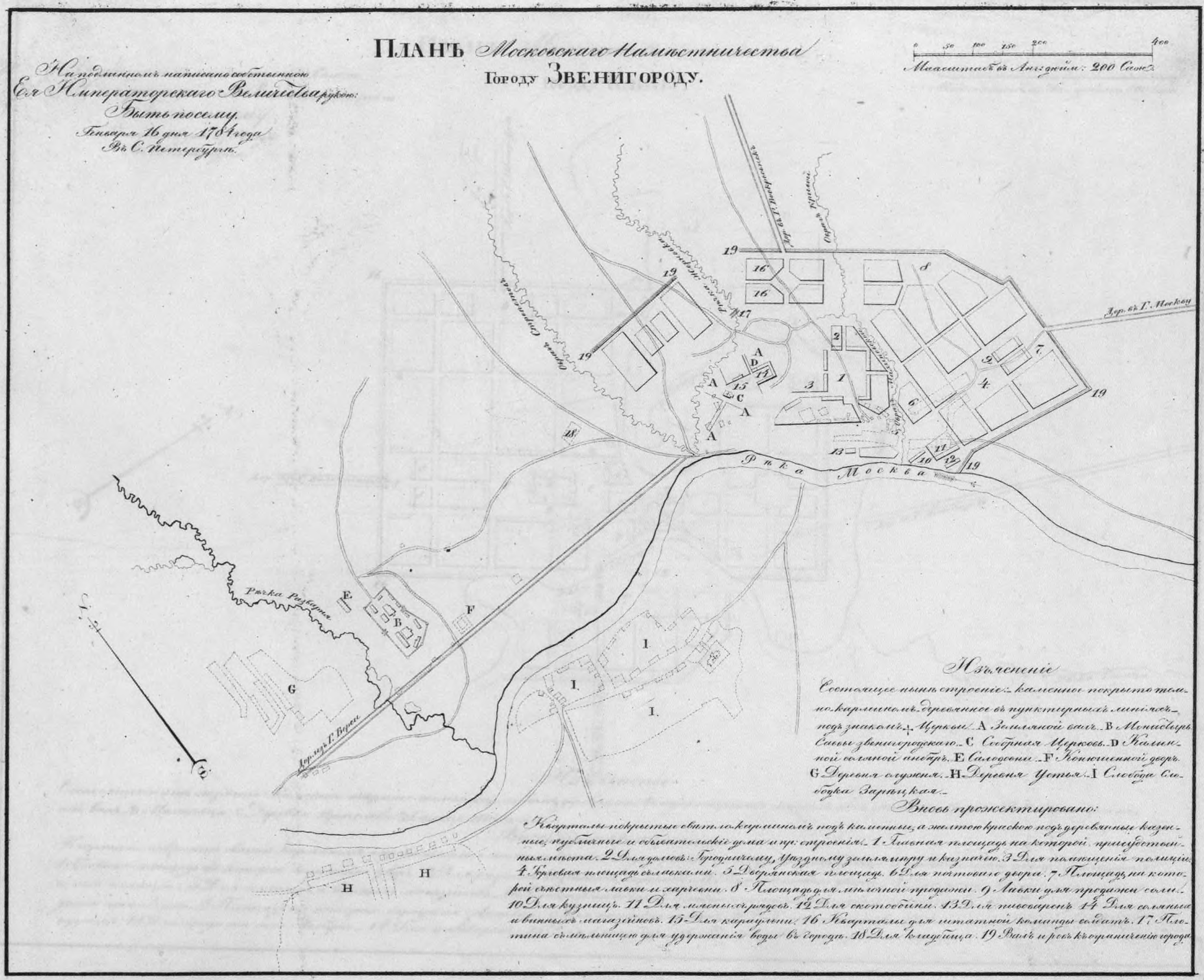
«Прожектированный» план города Звенигорода 1784 года из «Полного собрания законов Российской империи».
Источник: «Полное собрание законов Российской империи. Книга чертежей и рисунков. Планы городов».

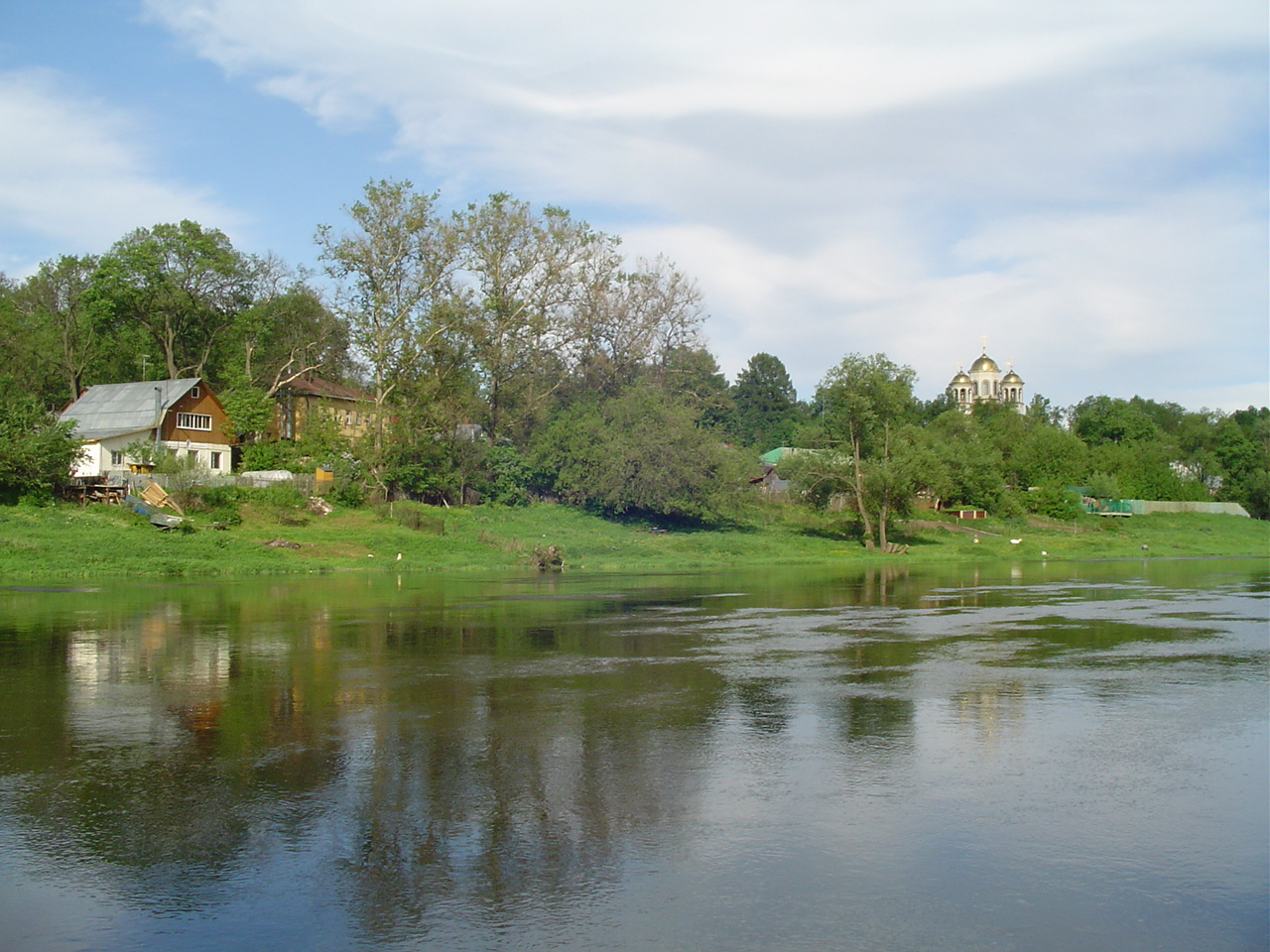
Москва-река в Звенигороде

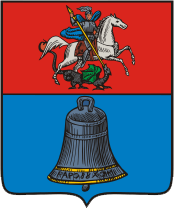
Герб (1781)

В 1781 Екатерина II подписала указ о Звенигороде, утвердив проект герба города: на геральдическом щите вверху — символ Московской губернии вмч. Георгий Победоносец, внизу изображение колокола; в том же году Звенигород стал центром уезда.
В 1784 город получил регулярную планировку.
Московский уездный начальник А. И. Татищев, предводитель дворянства Звенигородского уезда на декабрь 1806 года.
В 1812 после Бородина в окрестностях города произошло «Звенигородское дело» — сражение между небольшим российским отрядом, занявшим позицию у стен Саввино-Сторожевского монастыря, и армейским корпусом армии Наполеона. Российский отряд, задержав на весь день наступление французов, отступил к Москве.
После занятия края французами в звенигородских деревнях действовали партизаны. Конное подразделение майора Фиглева, состоящее из ополченцев и казаков, в конце сентября — октябре разбило у Звенигорода отряды французов, взяв много пленных. 21 октября отряды Фиглева и есаула Гордеева освободили город.
В 1830 году открылась городская больница. В конце XIX века там два года проработал врачом Антон Павлович Чехов.
После Великих реформ мануфактуры в помещичьих усадьбах пришли в упадок, земледелие в уезде было заброшено из-за плохого качества земли. Развивались садоводство и кустарные промыслы, прежде всего вязание, затем изготовление мебели, игрушек и т. п. Один из промыслов Звенигорода стал известен на всю страну — это производство струнных музыкальных инструментов, инициатором которого стал крестьянин села Шихово Емельянов. Из промышленности, в конце XIX в. в уезде больше всего было суконных фабрик, затем кожевенных и кирпичных заводов и ткацких фабрик. Промышленность давала пропитание 3 %, кустарные промыслы — 9 % населения уезда. Жители самого города, насчитывавшего 4000 человек, занимались в основном огородничеством; в городе было уездное и приходское училища с 98 учащимися и земская больница. На содержание уездного училища расходовалось 520 рублей, что было равно годовой зарплате 4 рабочих. В целом, город и уезд были одними из наименее развитых в губернии.

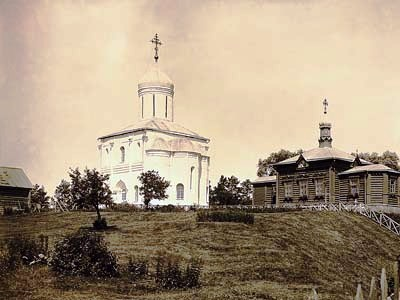
Городок. Успенский собор и деревянная церковь Вознесения Господня. 1899
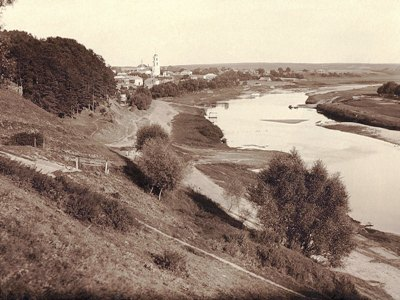
Вид с Городка на Нижний Посад. 1896
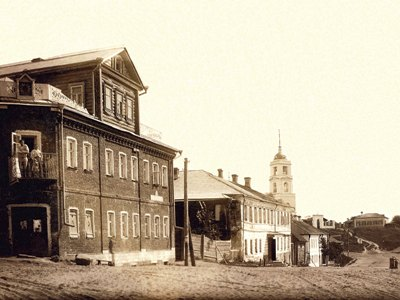
Саввинская улица (ныне ул. Фрунзе). 1896

### Революционные годы
Большевики захватили власть в Звенигороде 16 ноября 1917 года. Отряд красноармейцев-рабочих и солдат из Павловской слободы без сопротивления вошёл в город и занял административные здания, почту и телеграф. Вскоре сюда прибыл с мандатом продкомиссара Константин Иванович Макаров. Его отряд реквизировал у Саввино-Сторожевского монастыря хлеб, а заодно попытался вскрыть раку с мощами преподобного Саввы Сторожевского, что стало причиной «Звенигородского мятежа», произошедшего в мае 1918 года. Участники мятежа убили Макарова и ещё двух коммунистов, но подошедший вскоре вооружённый отряд из Дедовска подавил восстание.

### СССР
В 1927 в Звенигороде была организована «Вторая трудовая коммуна ОГПУ», через несколько лет переведённая в Николо-Угреши.
В советский период было раскатано под рынок Звенигородское кладбище, что при церкви Св. Александра Невского (церковное здание XIX века уцелело, и в 1997 году храм был восстановлен).
С 30 апреля 1932 года на территории, где сейчас находятся Одинцовский район и Звенигород, начинает работать радиовещание. Ныне носит название «Радио Одинцова».

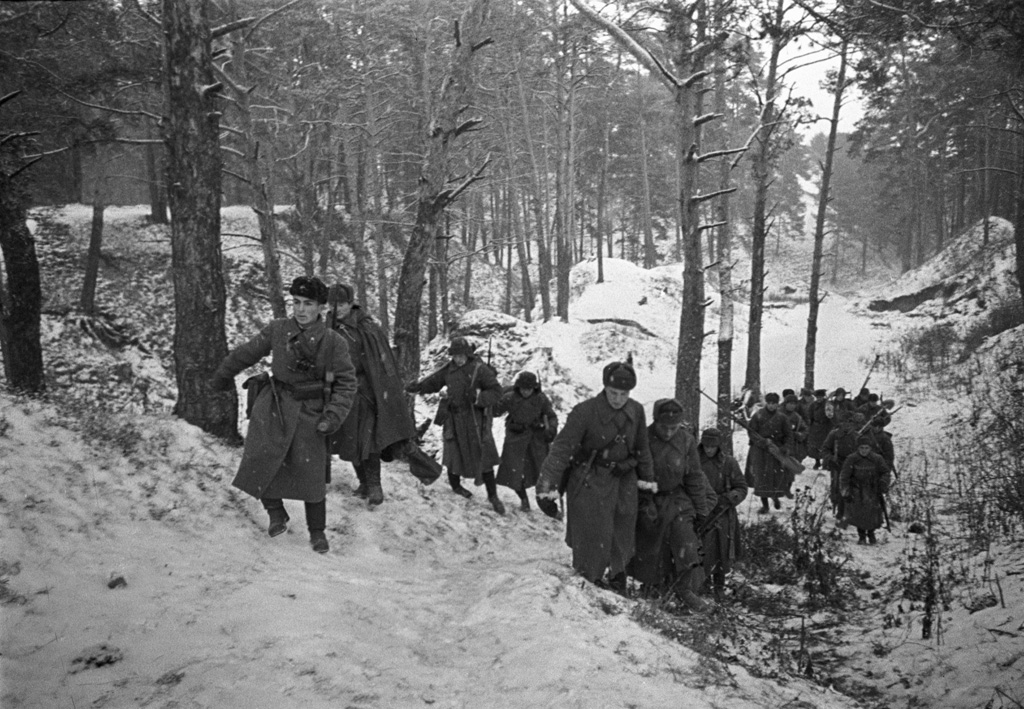
Бронебойщики выходят на огневую позицию в районе Звенигорода. Ноябрь 1941 г.

В конце ноября 1941 года немецкие войска, взяв Истру, вплотную подошли к Звенигороду. Но уже 3—5 декабря 1941 года левофланговые дивизии 16-й армии во взаимодействии с 5-й армией отбросили немецкие войска из большой излучины р. Москвы северо-восточнее Звенигорода.

### Постсоветский период

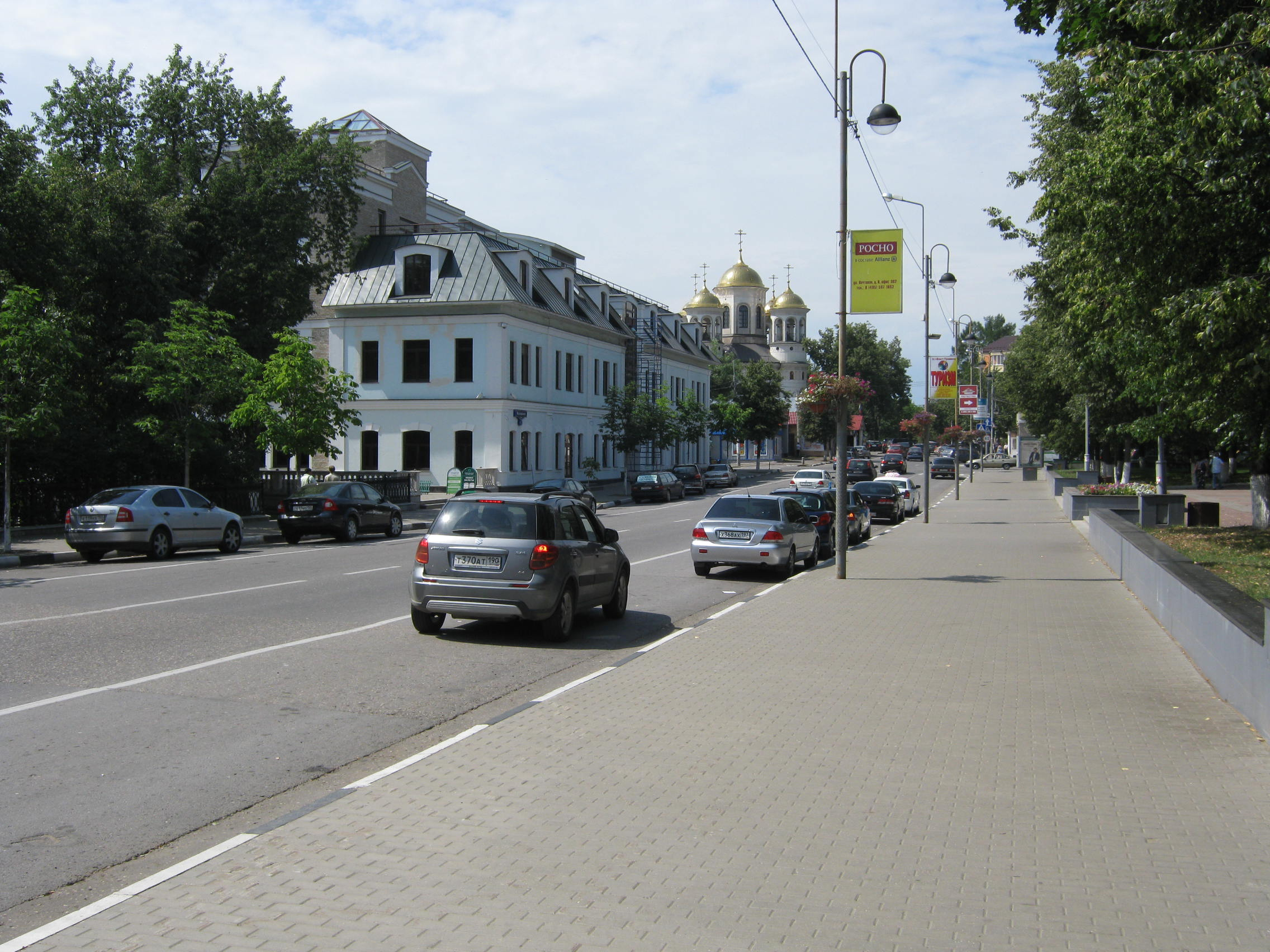
Московская улица в Звенигороде

В 2003 году в состав города Звенигорода были включены несколько населённых пунктов: местечко Благодать, село Введенское (часть), деревня Дютьково, посёлок Луцинского шоссе (4 км), посёлок подсобного хозяйства санатория «Поречье», посёлок санатория «Звенигород», посёлок станции Дютьково, деревня Шихово, находившиеся до этого в административном подчинении города Звенигорода.
В 2005 году, в ходе реформы местного самоуправления, муниципальное образование «город Звенигород Московской области» было наделено статусом городского округа, в его состав вошёл один населённый пункт — город Звенигород. В 2010 году границы городского округа были скорректированы.
До 2010 года Звенигород имел статус исторического поселения, однако Приказом Министерства Культуры РФ от 29 июля 2010 года № 418/339 город был лишён этого статуса. Ныне уникальный археологический комплекс со всех сторон застраивается многоэтажными жилыми районами: Восточный, Южный и Супонево, а также малоэтажным элитным жильём.
В 2017 году городу присвоено почётное звание Московской области «Населённый пункт воинской доблести».
Первоначально в конце 2018 года планировали объединить городской округ Звенигорода со всеми городскими и сельскими поселениями Одинцовского муниципального района в новое единое муниципальное образование — Одинцовский (Одинцово-Звенигородский) городской округ — к 10 января 2019 года, однако позже, в середине декабря, согласно свидетельству «Новых известий», вопрос был снят с повестки дня Московской областной Думы, а 17 января 2019 года законопроект был вновь размещён на сайте Московской областной Думы и на заседании думы был принят сразу в трёх чтениях и утверждён законом 25 января 2019 года, вступившим в силу с 5 февраля 2019 года: с этого момента Звенигород стал частью Одинцовского городского округа. 9 апреля 2019 года Одинцовский район как административно-территориальная единица области упраздняется, а вместо него образуется город областного подчинения Одинцово с административной территорией с переподчинением ему города Звенигорода.

## Население
| 1761    | 1790    | 1793    | 1802    | 1837    | 1856    | 1859    | 1871    | 1897    | 1926    |
| ------- | ------- | ------- | ------- | ------- | ------- | ------- | ------- | ------- | ------- |
| 13 514  | ↘12 567 | ↘1903   | ↗2364   | ↗9337   | ↘2400   | ↘1700   | ↗11 993 | ↘2400   | ↗3100   |
| 1931    | 1939    | 1959    | 1970    | 1979    | 1989    | 1992    | 1996    | 1998    | 2000    |
| ↗3700   | ↗6272   | ↗8842   | ↗10 553 | ↗12 303 | ↗15 805 | ↘15 500 | ↘15 000 | ↘14 500 | ↘14 000 |
| 2001    | 2002    | 2003    | 2005    | 2006    | 2007    | 2008    | 2009    | 2010    | 2011    |
| ↘13 700 | ↘12 155 | ↗12 200 | ↗13 700 | ↘13 400 | ↘13 100 | ↘12 900 | ↘12 731 | ↗16 395 | ↗16 400 |
| 2012    | 2013    | 2014    | 2015    | 2016    | 2017    | 2018    | 2019    | 2020    | 2021    |
| ↗16 850 | ↗17 270 | ↗18 183 | ↗19 384 | ↗20 802 | ↗21 948 | ↗22 513 | ↘21 931 | ↗22 317 | ↗35 842 |
| 2023    | 2024    |         |         |         |         |         |         |         |         |
| ↗37 154 | ↗37 271 |         |         |         |         |         |         |         |         |

На 1 января 2025 года по численности населения город находился на 396-м месте из 1124 городов Российской Федерации.

## Власть и политика

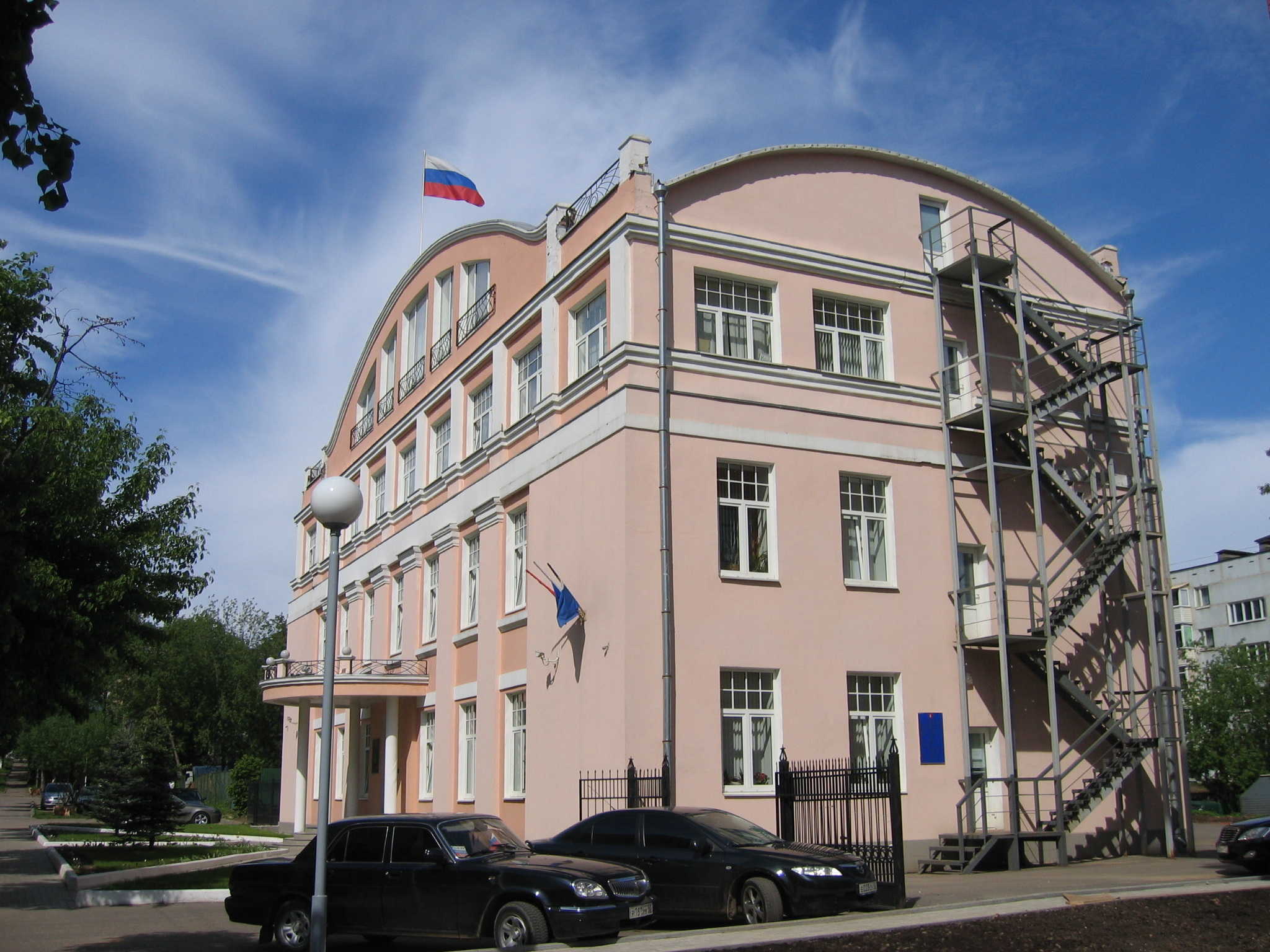
Здание городской администрации

В январе 2003 года мэром города был избран Леонид Ставицкий. Его кандидатуру поддержали более половины избирателей. В 2007 году он был переизбран на второй срок, за Ставицкого проголосовали более 80 % избирателей. В марте 2011 года Ставицкий, выдвинутый областным отделением партии «Единая Россия», был переизбран на третий срок. Он набрал 58 % голосов (3693 человек).

## Экономика
В Звенигороде — филиал Одинцовского ПАТП АО «Мострансавто». В окрестностях города — многочисленные санатории и дома отдыха, биостанция МГУ. Развит туризм.

## Часовой пояс
Звенигород находится в часовой зоне МСК (московское время). Смещение применяемого времени относительно UTC составляет +3:00.

## Транспорт

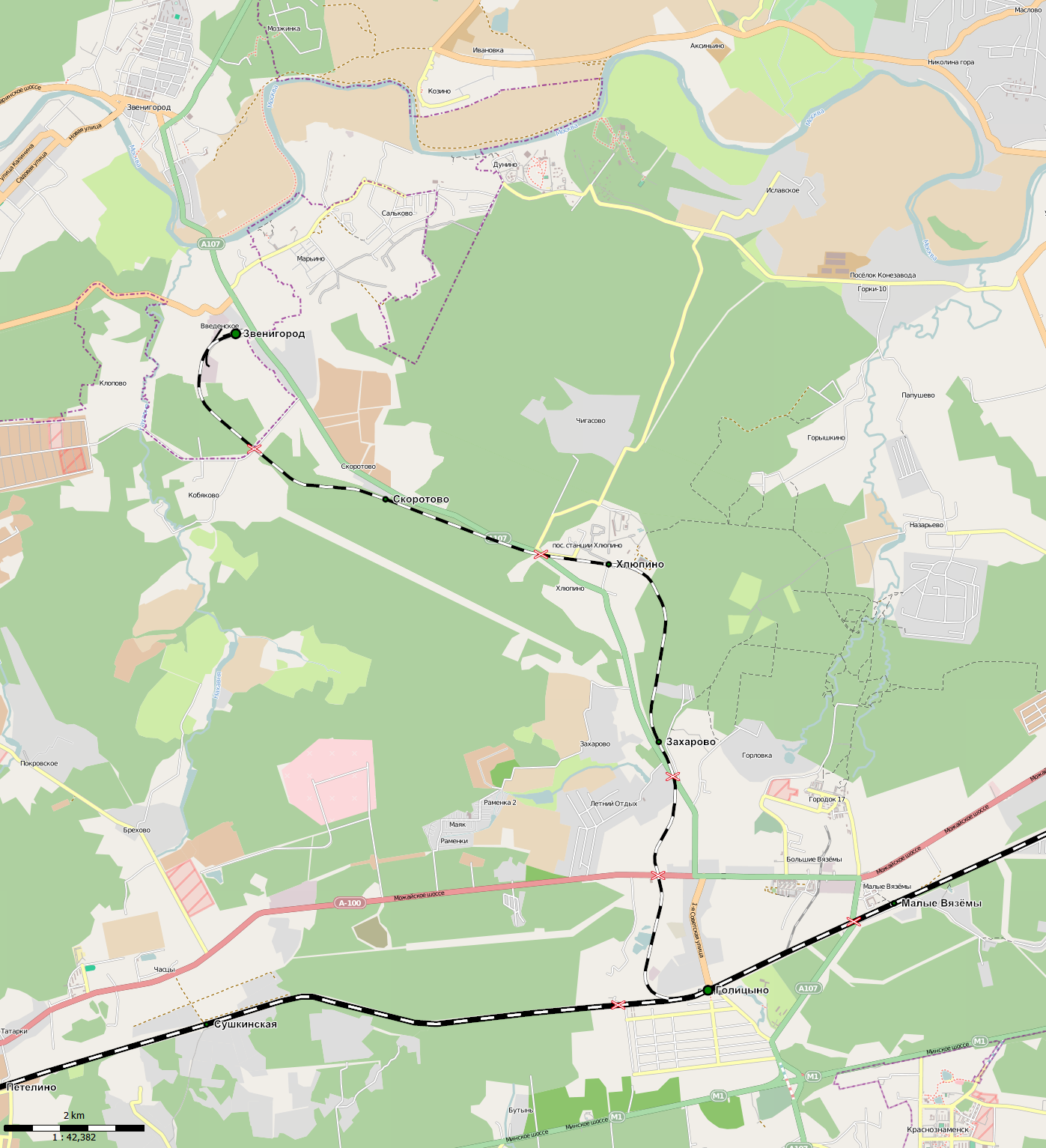
Схема железнодорожной ветки Голицыно — Звенигород

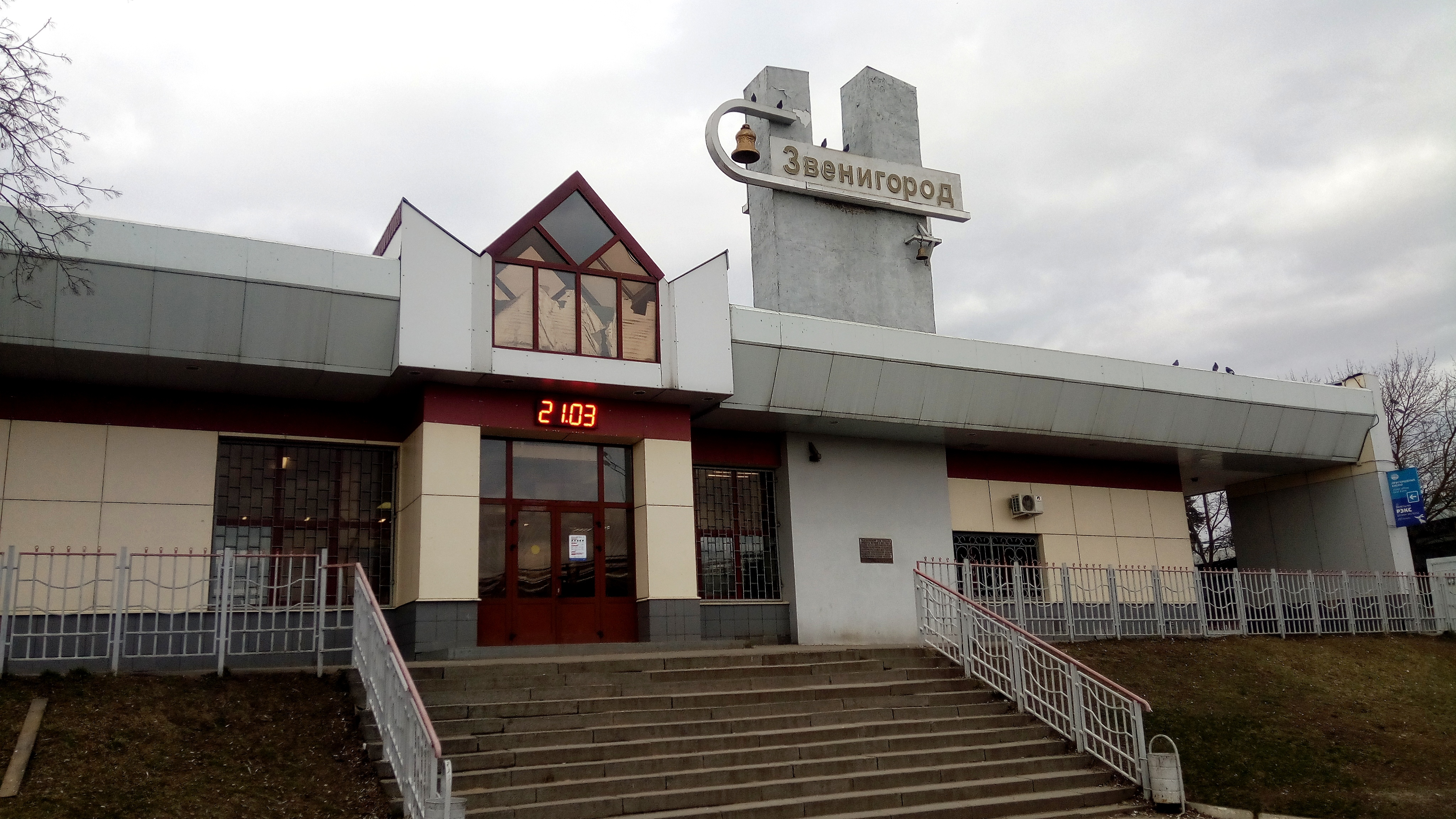
Здание вокзала на станции Звенигород

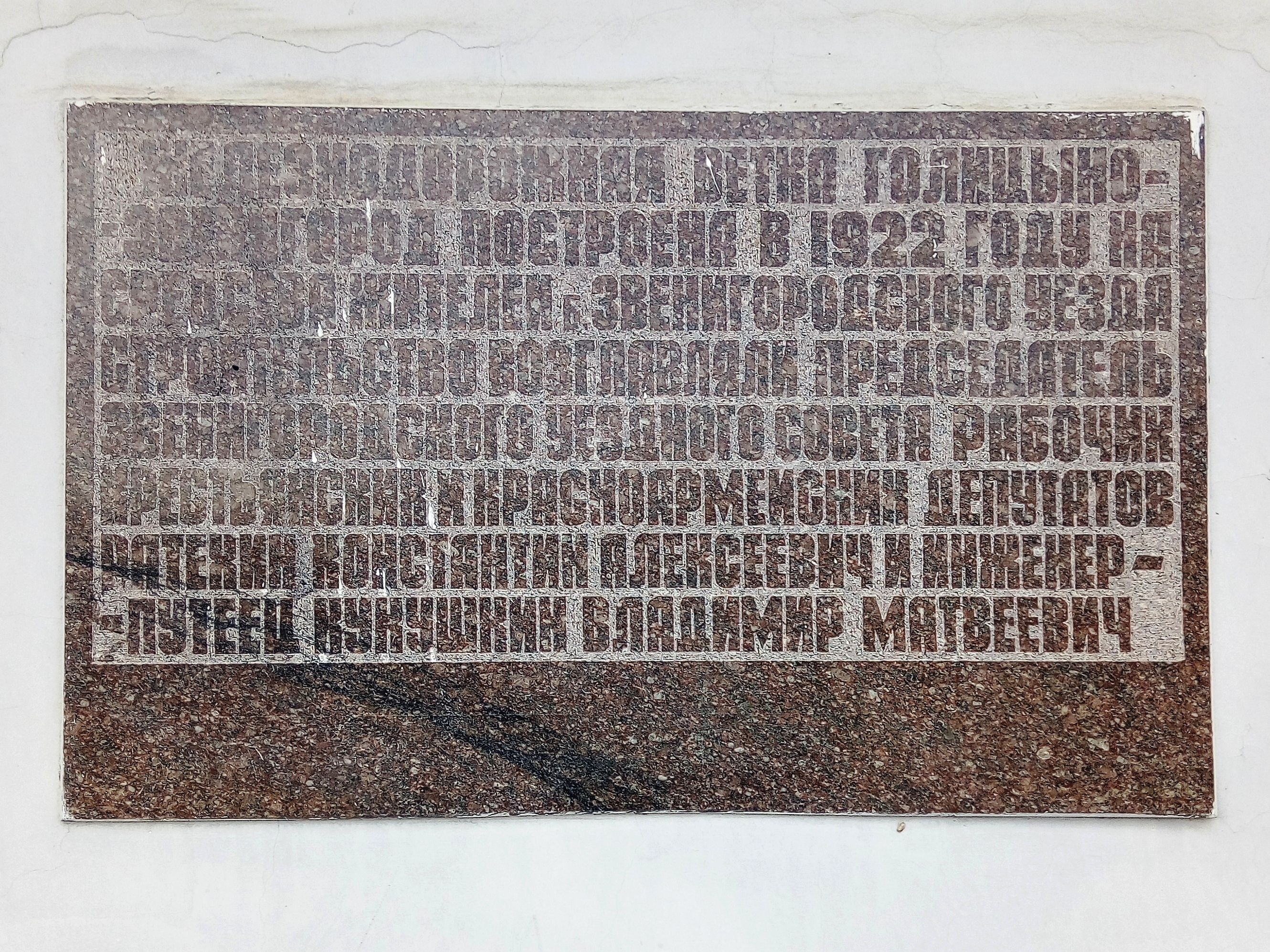
Мемориальная доска на фасаде здания вокзала

В город проходит одноколейная железнодорожная ветка от станции Голицыно — ответвление Смоленского (Белорусского) направления Московской железной дороги. Железнодорожная станция Звенигород является конечной. Она расположена на южной окраине города, в 3,5 км от исторического центра, на другом берегу Москвы-реки. Станция связана с центром города автобусным маршрутом по проходящему рядом Московскому малому кольцу A107. Работают прямые поезда с Белорусского вокзала, время в пути — около 1 часа 20 минут.
Также на западной окраине города проходит Большое кольцо МЖД, три остановочных пункта на границе города — пл. 192 км (мкр. Шихово), пл. 190 км (Саввинская Слобода) и пл. Дюдьково (мкр. Дютьково). Работают 3 пары электропоездов в сутки по Большому кольцу — в сторону Манихина/Поварова на север, в сторону Кубинки/Бекасова на юг.
Звенигород расположен примерно на равном расстоянии от федеральных автомобильных трасс М1 и М9. Через город проходит Московское малое кольцо A107, связывающее город с этими трассами у города Голицыно и деревни Петровское, соответственно.
10 ноября 2017 года открыто движение по участку ЦКАД A113 в обход Звенигорода, который выведет транзитные потоки из города, а также поспособствует улучшению экологического состояния города и сохранению его обширного культурного наследия.

### Автомобильный пассажирский транспорт
Звенигород и его пригороды имеют разветвлённую маршрутную сеть, обслуживаемую Звенигородским филиалом Одинцовского ПАТП и Рузским ПАТП ГУП «Мострансавто» и коммерческими перевозчиками.
Городские маршруты:
- № 10 «Кв-л Маяковского — Верхний Посад (Дом престарелых)» (через ул. Пролетарская, Московская (туда)/В. Фабричного (обратно), Новая, Калинина (туда)/Садовая (обратно), пр-д Ветеранов. Также имеется версия, следующая далее по Луцинскому ш. до пансионата «Солнечный»;
- № 11 «Ст. Звенигород — кв-л Маяковского» (через ул. Игнатьевская,Московская (туда)/В. Фабричного (обратно), Пролетарская);
- № 13 «Сан. Поречье — кв-л Маяковского» (через Поречье, пос. Горбольницы № 45, ул. Игнатьевская, ул. Московская (туда)/ул. В. Фабричного (обратно), ул. Пролетарская);
- № 14 (м/т) «Ст. Звенигород — Верхний Посад (Дом престарелых)» (через ул. Игнатьевская, далее аналогично трассе маршрута № 10);
- № 15(м/т) «Ст. Звенигород — Супонево» (до кв-ла Маяковского аналогично маршрутам № 10, 11, 13, далее по Нахабинскому ш.);
- № 16 (м/т) «Ст. Звенигород — кв-л Маяковского» (отличается от маршрута № 11 заездом в мкр. Южный (МК).

Пригородные маршруты:
- № 22 «Ершово — кв-л Маяковского-ст. Звенигород — ст. Голицыно» (через ул. Пролетарская, В. Фабричного (туда)/Московская (обратно), Игнатьевская, далее по дороге А-107. Социальные версии следуют только от кв-ла Маяковского. Имеются рейсы с заездом в Кобяково;
- № 23 «Ст. Звенигород — Андреевское/Дяденьково» (через Игнатьевскую ул., Московскую (туда)/В. Фабричного (обратно), Ратехинское шоссе, Саввинскую слободу, Каринское). Есть рейсы до Иваньева (через Ягунино) и Колюбакина (через Ягунино, Каринское, п-т «Голубая речка», Локотню), а также экспрессная версия до п/л «Звёздочка»;
- № 24 «Ст. Звенигород — пос. сан. им. Герцена» (через м-рн МК, Шихово, Луцино, Аниково, Гигирево, Троицкое, Власово). Бывают укороченные рейсы;
- № 25 «Ст. Звенигород — кв-л Маяковского — Ершово — Фуньково/Сурмино»;
- № 28 «Ст. Звенигород — пос. сан. им. Герцена» (до Шихова аналогично № 24, далее через: Ястребки, Шарапово, Пронское, Никольское, Старый Городок, Кубинку, Чапаевку, Новый городок). Есть версии от санатория Герцена до Старого Городка (без льгот), Никольской больницы, Троицкого, Шарапова.
- № 50 «Кв-л Маяковского — ст. Одинцово» (до Б. Вязём по трассе маршрута № 22 (А-107), далее по Можайскому ш. (А-100), через М. Вязёмы, Жаворонки, Перхушково, Юдино, Дубки, Акулово);
- № 51 «Ст. Звенигород — Хотяжи» (через Ягунино, Каринское, п-т «Голубая речка», Локотню);
- № 1054 «Кв-л Маяковского — ст. Одинцово» (через Козино, Николину Гору, Успенское, Лапино, ст. Перхушково, далее аналогично маршруту № 50).

Звенигород связан с Москвой следующими маршрутами:
- № 452 (социальный) «Ершово — Кв-л Маяковского — ст. м. Кунцевская» (через: Козино, Николину Гору, Маслово, Уборы, Ильинское, Жуковку, Барвиху, Раздоры, в Москве — через Рублёвское ш.);
- № 455 «Руза (автостанция) — ст. м. Тушинская» (посадка в сторону Москвы на ост. «Украинская ул.», в сторону Рузы — на остановке «Кинотеатр») (по дороге А-107 и трассе М9, далее по Ильинскому и Волоколамскому ш.);
- № 881 «Кв-л Маяковского — ст. м. Строгино» (по дороге А-107 и трассе М-9, в Москве — через ул. Маршала Прошлякова, Твардовского, Кулакова, Строгинскому б-ру (с разворотом у восточного вестибюля станции метро «Строгино»).

## Культура
- Звенигородский историко-архитектурный и художественный музей.
- Культурный центр имени Любови Орловой.
- Дом-музей С. И. Танеева в Дютькове.
- Звенигородская централизованная библиотечная система.

## Здравоохранение
Звенигородская центральная городская больница им. А. П. Чехова — многопрофильное лечебное учреждение.
Здание поликлиники при центральной городской больнице начали строить ещё в 1984 году, а закончили только в 2003. Однако некачественно выстроенное здание очень скоро потребовало капитального ремонта. Весной 2011 года, после капитального ремонта, Звенигородская поликлиника заново открыта.
Работает Звенигородский филиал Московского областного фонда обязательного медицинского страхования.
Недалеко от Звенигорода расположено несколько санаториев и пансионатов. Два из них носят имя города: это санаторий «Звенигород» мэрии Москвы, разместившийся в исторической усадьбе «Введенское» (общетерапевтический профиль), и построенный в 1986 г. также близ Введенского санаторий «Звенигород» Первого МГМУ им. И. М. Сеченова (лечение заболеваний сердечно-сосудистой, дыхательной, нервной, мочеполовой систем, опорно-двигательного аппарата, органов пищеварения, реабилитация после травм, бальнеотерапия и др.).

## Спорт

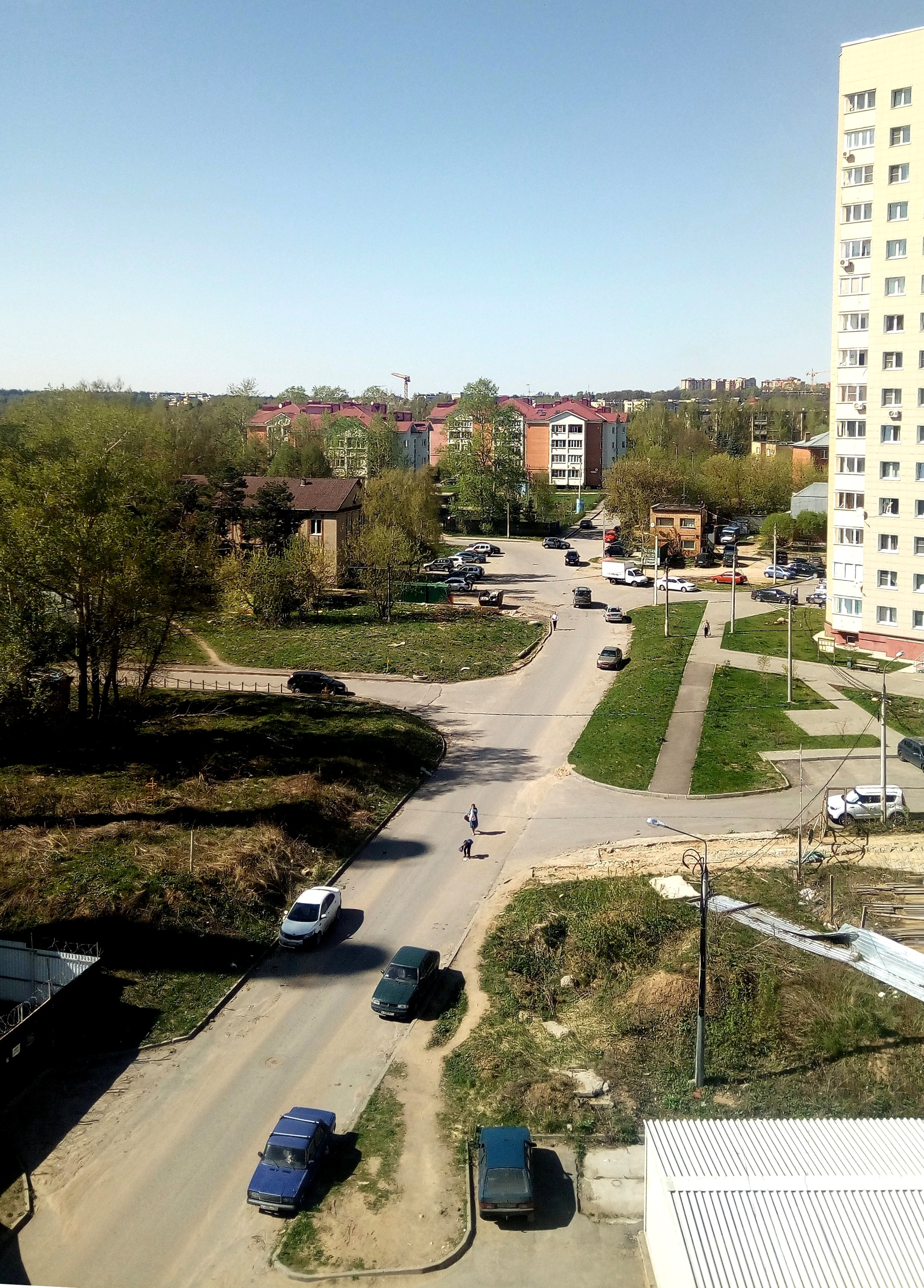
Безымянный проезд в районе Восточный

Дворец спорта «Звезда» с бассейном, тренажёрными и фехтовальными залами. Детский гимнастический центр «Кузнечик». Спортивный школьный многофункциональный комплекс «Орлёнок». Крытое гандбольное поле. Физкультурно-оздоровительный клуб «Надежда».
Команды: футбольный клуб «Звезда», женская гандбольная команда «Звезда» (победитель Лиги чемпионов ЕГФ 2007/08).

## СМИ
- Городская общественно-политическая газета «Звенигородские ведомости», основана в 1991 году.

## Территориальное деление
Город Звенигород территориально разделён на микрорайоны и два жилых района, включающих в себя по три внутренних микрорайона. С севера на юг: Супонево; Квартал Маяковского; Микрорайон Пронина; Первомайский; Дютьково; Чайка; Исторический центр Звенигорода; Восточный (район) — состоит из трёх микрорайонов: Игнатьево, Восточный, Микрорайон № 3; Поречье; Верхний Посад (район) — состоит из трёх микрорайонов: Верхний Посад, Ракитня, Заречье; Лесной; Шихово; Южный — он же «микрорайон МК»; Введенское — включает в себя северную часть села Введенского, в том числе усадьбу Гудовичей.

## Достопримечательности

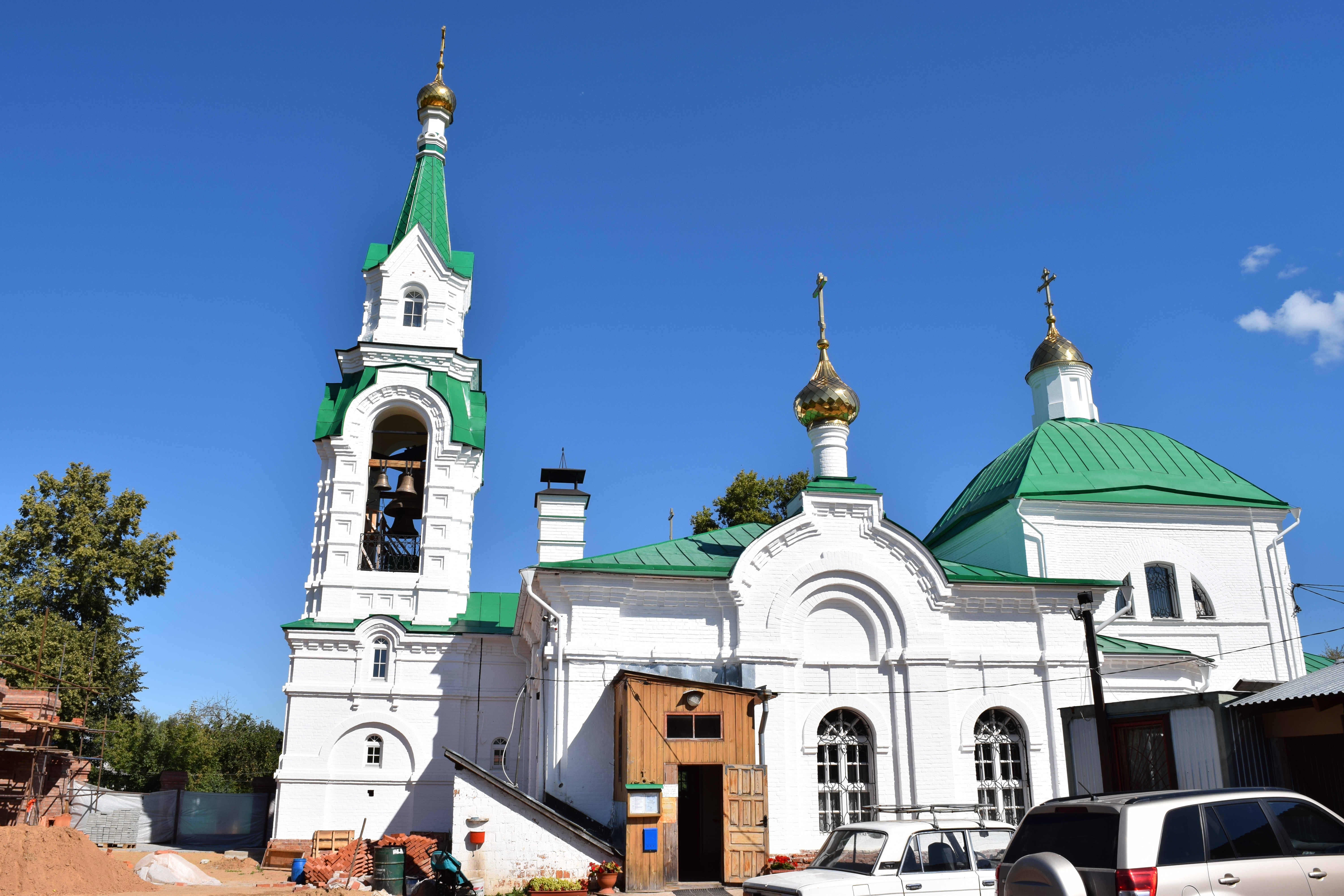
Церковь Рождества Христова

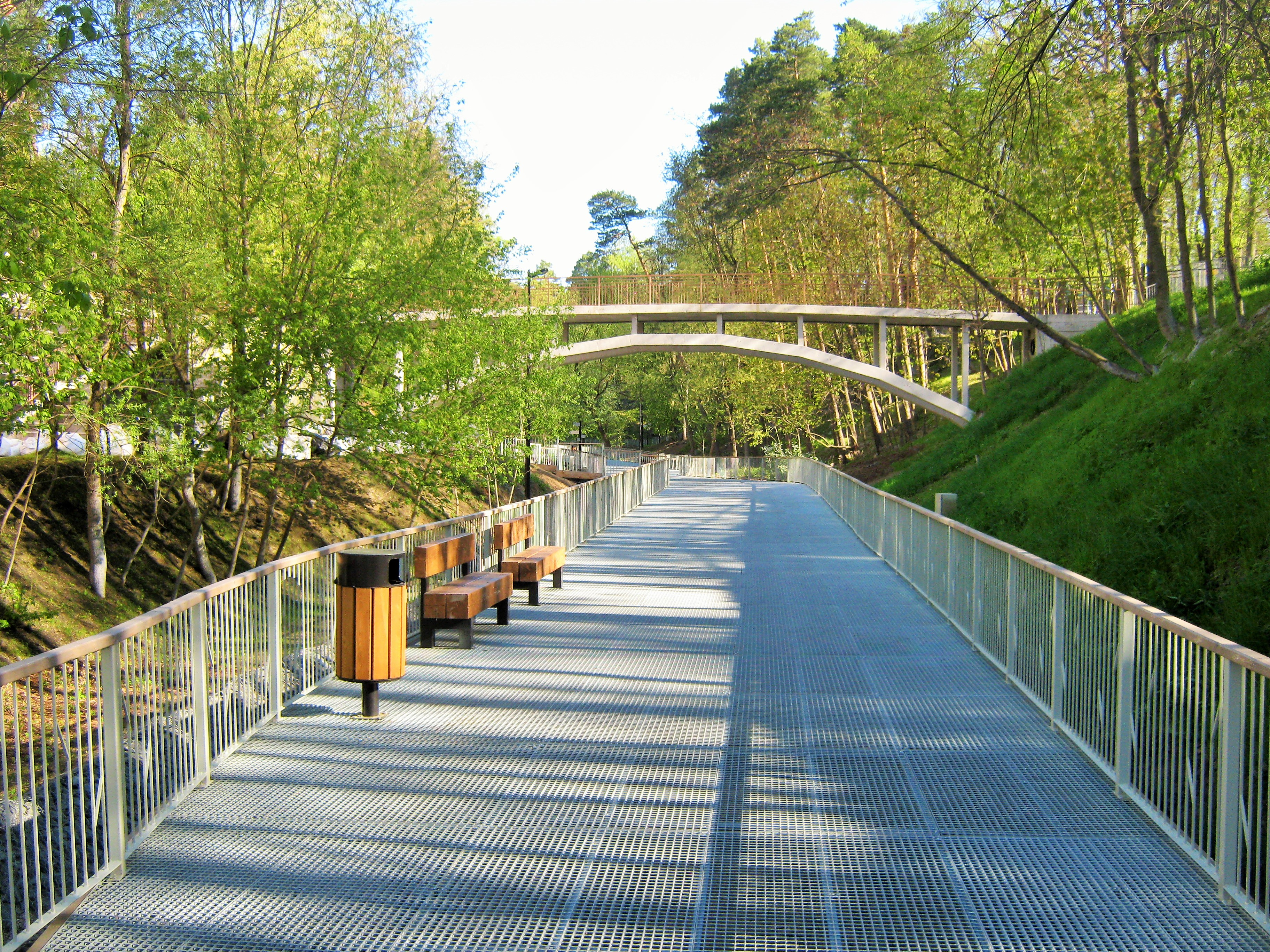
Парк «Малиновый овраг»

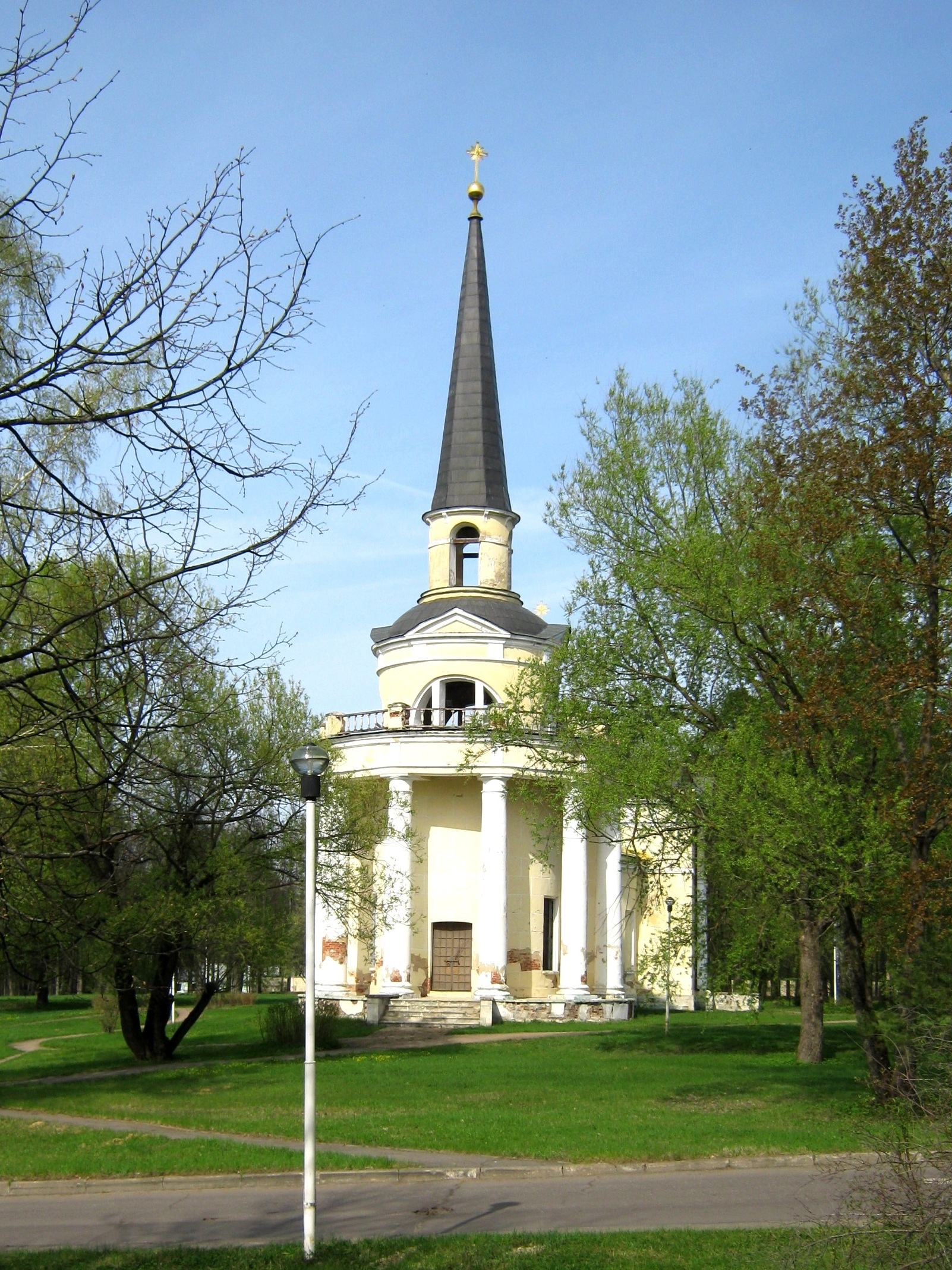
Усадебная церковь в Введенском

- Вознесенский собор, построен в 2006—2007 годах на месте возведённого в стиле классицизм собора 1792 года, разрушенного в 1940-е годы;
- Саввино-Сторожевский монастырь, действующий монастырь с архитектурой XV—XVII веков. В Рождественском соборе XV века — фрески и иконостас XVII века. В числе прочих зданий — палаты царя Алексея Михайловича и т. н. Царицыны палаты. На территории монастыря находится также Звенигородский историко-архитектурный и художественный музей;
- Саввинский скит (1862);
- Земляные валы Звенигородского городка;
- Успенский собор на Городке (рубеж XIV—XV вв.), белокаменный четырёхстолпный храм, характерный для раннемосковской архитектуры; внутри собора сохранились росписи Андрея Рублёва и Даниила Чёрного;
- Храм Александра Невского, восстановленный в 1990-е годы на основании чертежей и фотографий начала XX века;
- Храм Рождества Христова на Верхнем Посаде (1805);
- Усадебная церковь в Введенском;
- Богадельня Вознесенского храма;
- Дом Т. Н. Купцова (на Московской улице);
- Дом Т. Н. Купцова (на улице Фабричнова);
- Звенигородская детская библиотека;
- Звенигородская детская музыкальная школа им. С. И. Танеева;
- Дом И. С. Дымова;
- Дом В. М. Друцкого-Соколинского (снесён в сентябре 1992 года);
- Мастерская Куприяновых;
- Музей русского десерта, открыт в 2013 году художником Т. Феиной[49];
- Дом Смолиных (Глухарёвых);
- Музей «НАЗАД в СССР», частный музей, открыт в 2017 году[50];
- Музей Моды Уездного Города, частный музей, открыт в 2018 году[51];
- Парк «Малиновый овраг»;
- В окрестностях города — многочисленные усадебные комплексы:
  - Усадьба Введенское, ныне в ней располагается санаторий «Звенигород»;
  - Ершово;
  - Дютьково (дом композитора С. И. Танеева);
  - Дунино (усадьба М. М. Пришвина).

### Скульптура и памятники

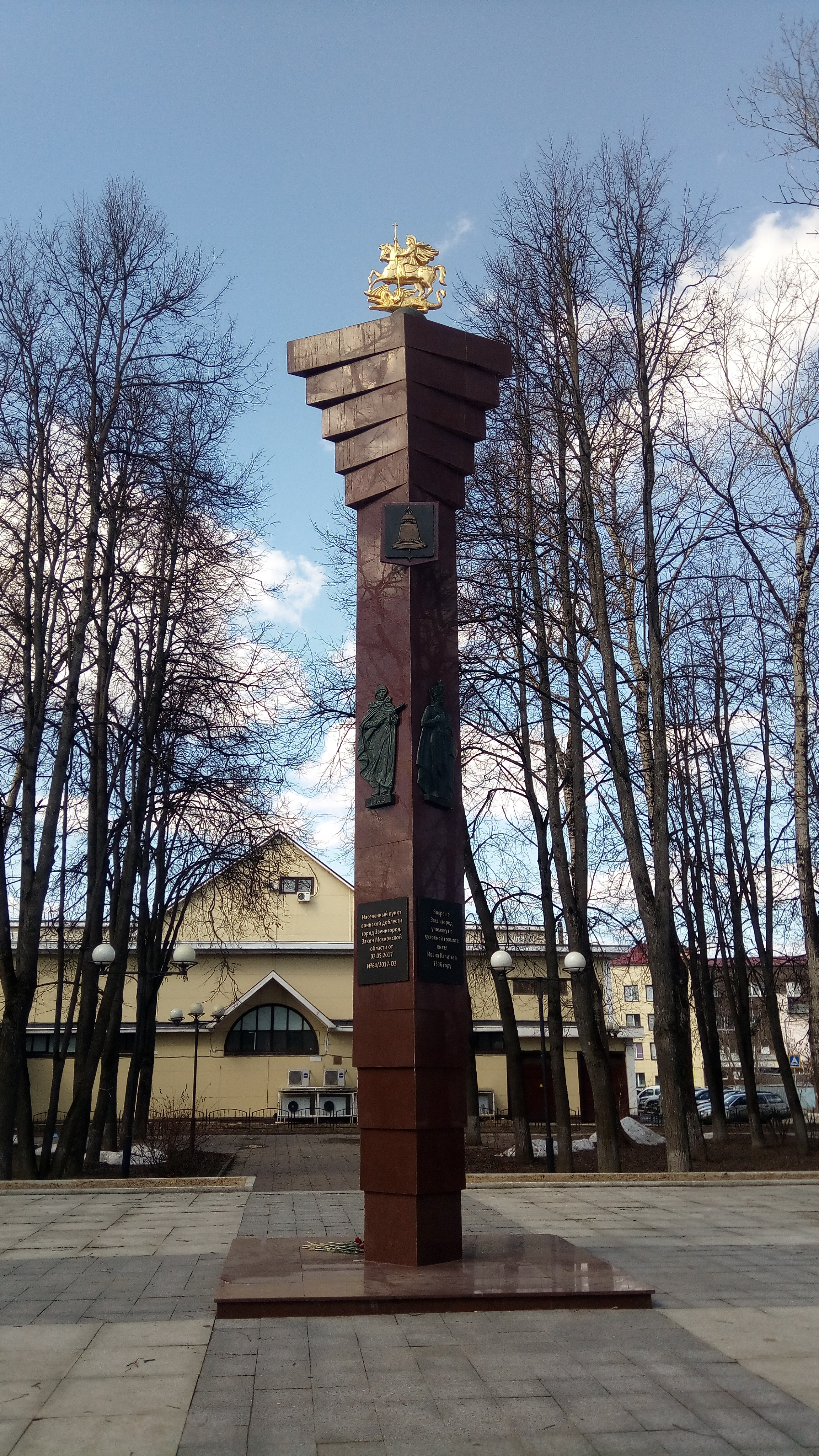
Стела «Звенигород — населённый пункт воинской доблести»

- монумент «Павшим за Родину звенигородцам и воинам 5-й армии Западного фронта в 1941—1945 гг.» с «Вечным огнём». Перед памятником бюсты Героев Советского Союза: В. В. Фабричнова и М. А. Пронина;
- стела «Звенигород — населённый пункт воинской доблести»;
- памятник Антону Павловичу Чехову (в сквере по Московской улице);
- бюст Антона Павловича Чехова (у администрации Звенигородской ЦГБ);
- памятник князю Юрию Дмитровичу Звенигородскому и прп. Савве Сторожевскому (у торгового центра на Московской улице);
- памятник преподобному Савве Сторожевскому (у стен Саввино-Сторожевского монастыря);
- бюст Владимира Ильича Ленина (в городском парке);
- бюст Владимира Ильича Ленина (в детском парке на Советской улице) (в настоящее время 09.2015 остался лишь постамент);
- стела комиссару Константину Ивановичу Макарову (на перекрёстке улиц Ленина и Макарова);
- бюст Карла Маркса (на Московской улице, перед звенигородским манежем);
- мемориал «Слава российскому солдату» (на центральной площади в Ершове);
- бюст Виктору Васильевичу Бабурину (на центральной площади в Ершове);
- бюст Василия Васильевича Фабричнова (у входа в Ершовскую среднюю школу).

## Люди, связанные со Звенигородом

### Известные писатели, художники и актёры
Живописные окрестности Звенигорода издревле притягивали к себе творческих людей. В разное время здесь жили и творили художники: Исаак Левитан создал свои пейзажи «Последний снег» (1884) и «Мостик»(1884), Мария Якунчикова — панно «Городок» (1896)); композитор-пианист Сергей Иванович Танеев прожил последние годы жизни в деревне Дютьково.
Русский писатель Антон Павлович Чехов после окончания Московского университета работал в Звенигороде земским врачом (1885) и после переезда в Москву часто приезжал в город. Здесь он черпал образы для своих произведений.
По предположениям историков, Чехов несколько раз менял место жительства в Звенигороде. Считается, что в то время, когда он подменял своего коллегу С. П. Успенского, он жил в его квартире при больнице на улице Лермонтова, 10. Сегодня этот дом находится в частных руках и за прошедшие годы не раз перестраивался, утратив свой исторический облик. О пребывании здесь А. П. Чехова рассказывают две мемориальные доски.
Больница, в которой работал писатель, с 1944 года носит его имя.
Позже в городе жили советские писатели: Михаил Пришвин (писал здесь свои охотничьи рассказы и произведения о природе), Василий Янчевецкий — автор исторических романов, прожил в Звенигороде последние годы жизни.
В 1971 году на улицах Звенигорода проходили съёмки популярной советской кинокомедии по рассказам А. П. Чехова «Эти разные, разные, разные лица…», в которой все 24 роли исполнил Народный артист СССР Игорь Ильинский.
Звенигород и его окрестности не раз становились кинематографической площадкой для советских и российских фильмов. По некоторым данным, начиная с 1930-х годов, на звенигородской земле было снято не менее 150 кинокартин, 30 из которых приобрели широкую известность. Среди них «Солярис» Андрея Тарковского, «Война и Мир» Сергея Бондарчука, «Невероятные приключения итальянцев в России» Эльдара Рязанова, «Неизвестный солдат» Анатолия Рыбакова, «Стрелец неприкаянный» Георгия Шенгелия и др.

### Знаменитые уроженцы
- Н. Е. Гусева — киноактриса, получившая широкую известность после съёмок в телефильме «Гостья из будущего».
- Г. Я. Гуськов — советский учёный, генеральный конструктор НПО «Элас», Герой Социалистического Труда, (провёл детство в Звенигороде).
- М. П. Егоров — академик РАН, директор института органической химии им. Н. Д. Зелинского.
- Е. А. Муров — генерал армии, бывший директор Федеральной службы охраны (ФСО России).
- Л. П. Орлова — советская актриса театра и кино, народная артистка СССР.
- Н. С. Санина — советская спортсменка, семикратная чемпионка страны в академической гребле.

См. также категорию: Родившиеся в Звенигороде

### Почётные граждане города Звенигорода

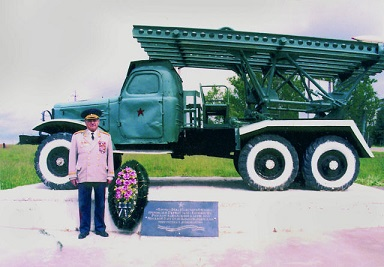
И. Н. Анашкин у памятника «Катюше» в селе Каринском

- И. Н. Анашкин — генерал-лейтенант артиллерии. В ноябре 1941 года командир батареи 5-го гвардейского дивизиона «Катюш», произвёдшего огневой залп из села Каринского по позициям немецко-фашистских войск. Звание присвоено решением исполкома городского Совета депутатов № 493 от 8 февраля 1973 года.
- М. А. Пронин[55] — генерал-майор, Герой Советского Союза, в 1941 году командир 144-й стрелковой дивизии, непосредственный участник обороны Звенигорода от немецких войск.

### Земляки в названиях улиц

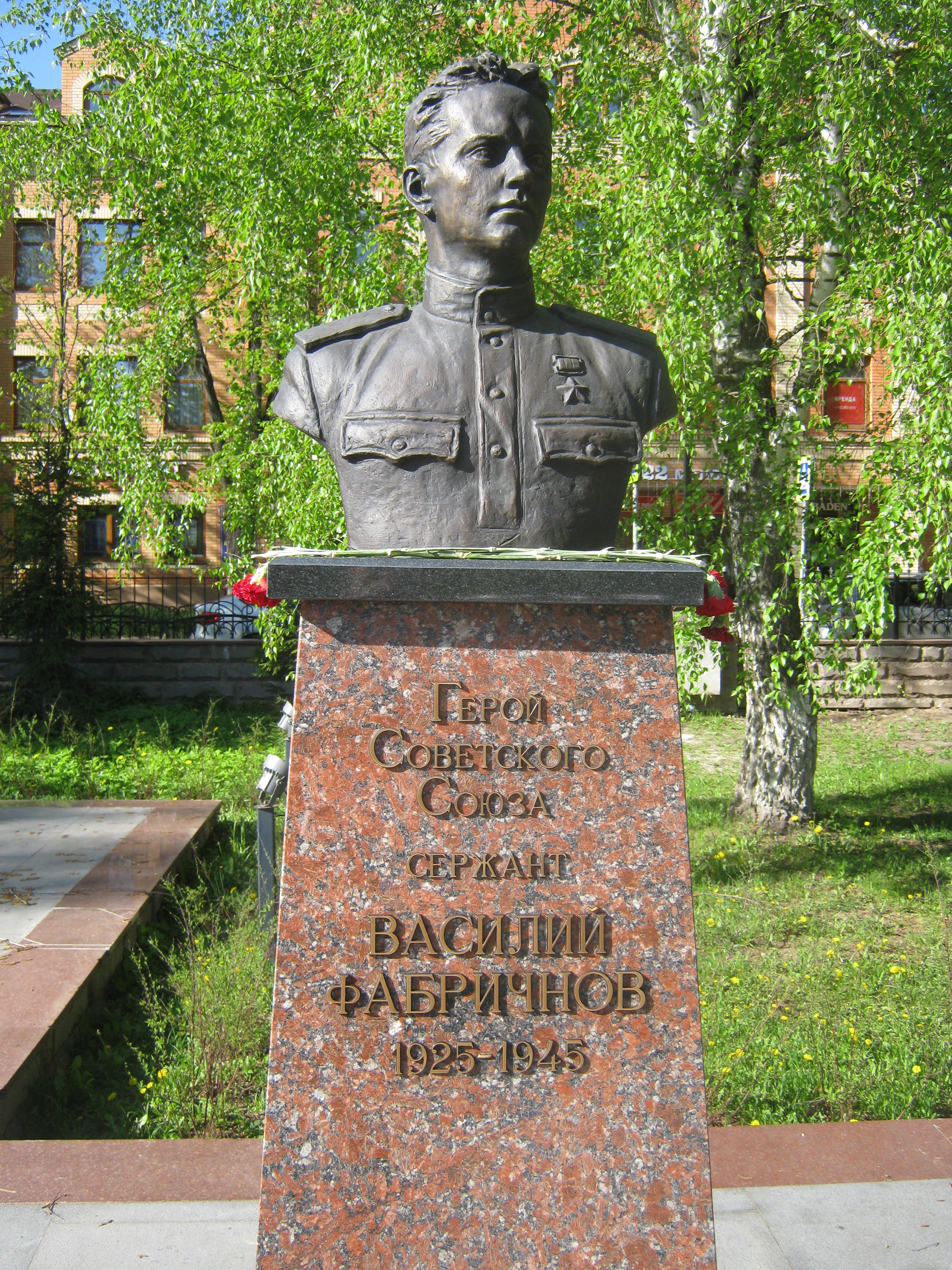
Бюст В. В. Фабричнова в Звенигороде

- К. И. Макаров — путиловский рабочий, член РСДРП, комиссар по продовольствию, с 1918 года являлся комендантом Саввино-Сторожевского монастыря. Погиб 15 мая 1918 года во время контрреволюционного мятежа.
- А. Д. Соловьёв (Отец Александр Соловьёв) — православный священник при Вознесенском храме Звенигорода, в 1890-е годы депутат городской Думы. С конца XIX века улица и переулок на пересечении которых он проживал стали именоваться — Соловьёвские.
- В. В. Фабричнов — сержант Красной Армии, Герой Советского Союза (посмертно). Родился в деревне Сурмино, в 1930-е годы переехал в Звенигород, где окончил пять классов школы. Участник Великой Отечественной войны. Проявил себя при форсировании реки Березины в июле 1944 года. Затем, в ночь с 13 на 14 июля на самодельном плоту переправился через реку Неман, где принял неравный бой с немецкими захватчиками. В том бою был смертельно ранен.
- И. А. Шнырев — уроженец села Знаменского, с 1918 года избран главой земельного отдела исполкома уездного Совета, переехал в Звенигород. Погиб 11 ноября 1919 года в боях под Петроградом. Его именем были названы улицы в Звенигороде и Истре, а также Ивано-Шныревская волость в составе Звенигородского уезда.

## Города-побратимы
- Могилёв, Беларусь (с 2006 года)
- Тропеа, Италия (с 2012 года)
- Бицзе, Китай (с 2016 года)[56]

## Художественная галерея

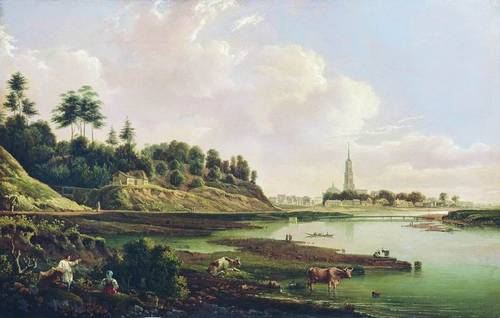
«Вид Звенигорода». Карл Рабус, 1850-е годы
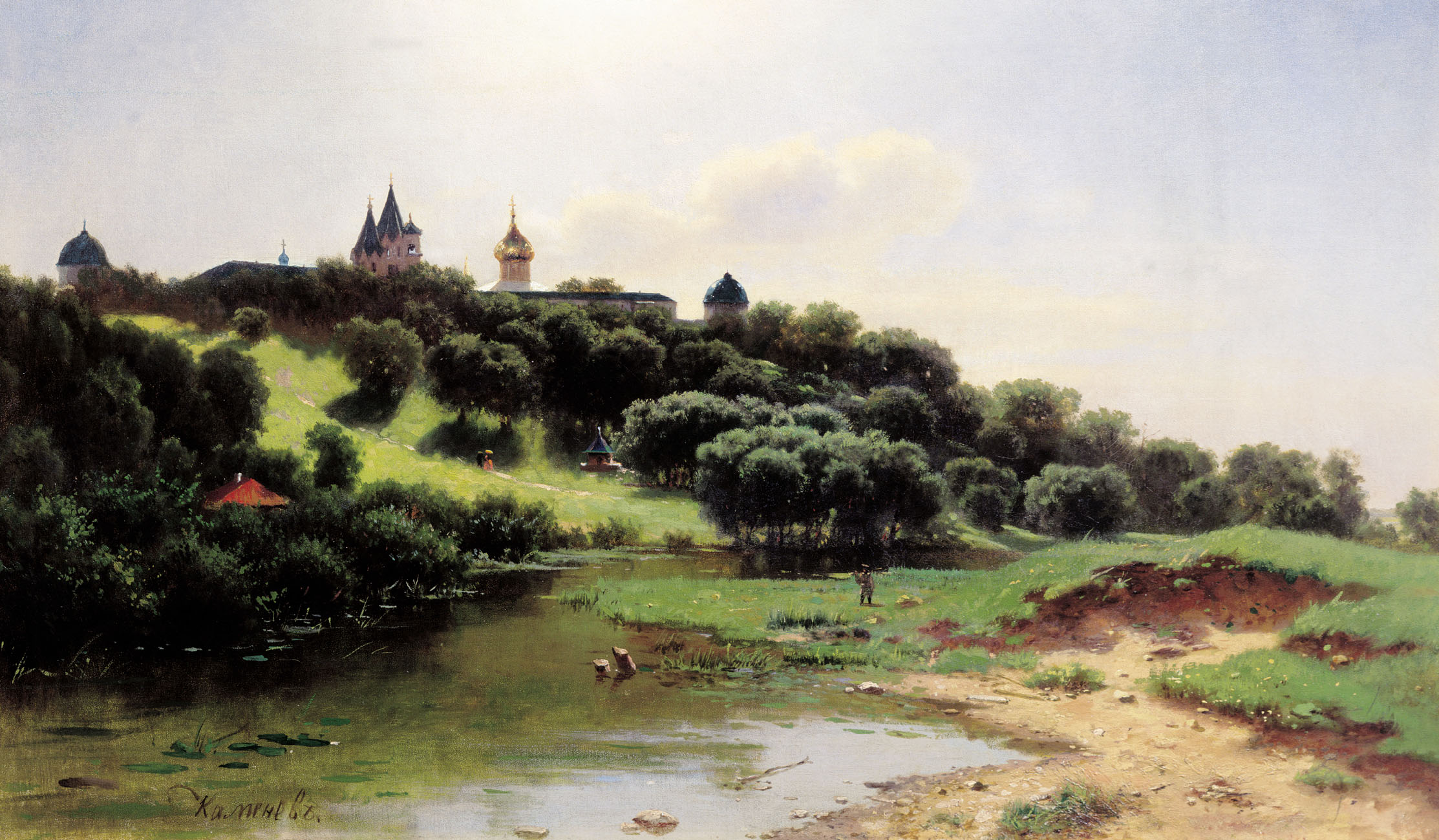
«Вид Саввино-Сторожевского монастыря». Лев Каменев, 1860-е годы
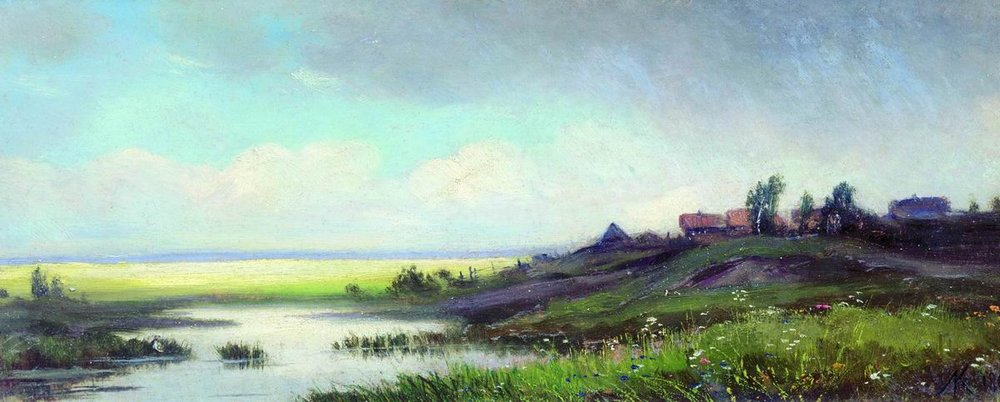
«Саввинская слобода (село у монастыря). Дождь». Лев Каменев, 1867
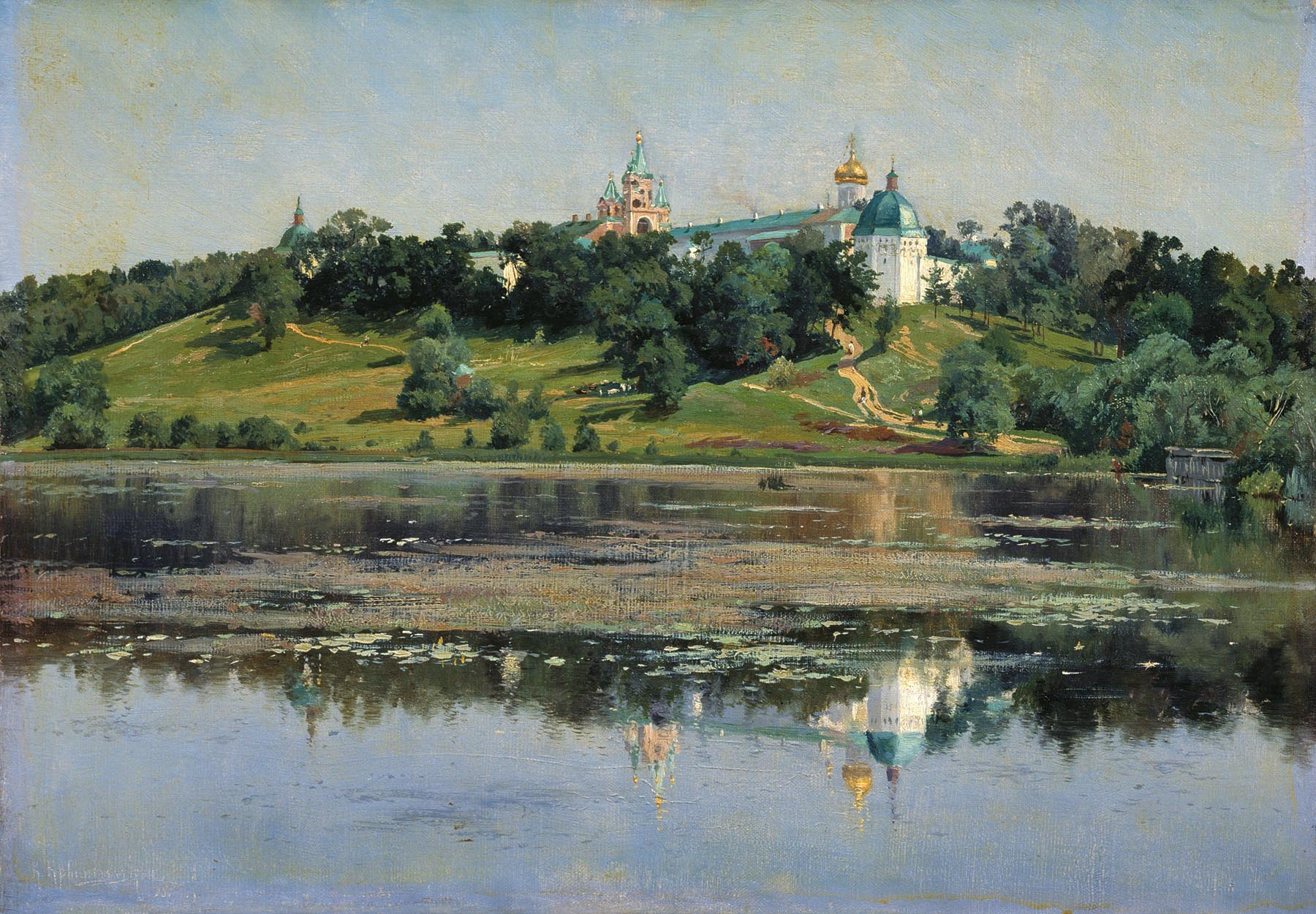
«Звенигород». Константин Крыжицкий, 1895
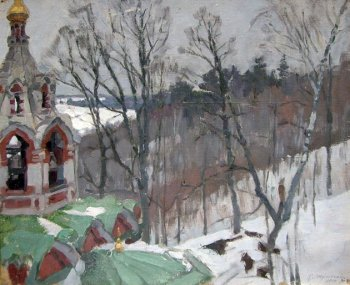
«Саввинский скит. Звенигород». Станислав Жуковский, 1910